# Anne Paulicevich
Anne Paulicevich est une actrice et scénariste belge.

## Biographie
En 2012, elle partage les crédits du scénario pour le film Tango libre avec Philippe Blasband, et joue le rôle d'Alice, femme aimée par plusieurs hommes dans un décor carcéral. Elle coréalise avec Frédéric Fonteyne le film Filles de joie en 2020, avec Sara Forestier et Noémie Lvovsky dans les rôles principaux.

## Filmographie

### Comme actrice
- 2008 : Le Premier venu de Jacques Doillon
- 2008 : JCVD de Mabrouk El Mechri
- 2012 : Tango libre de Frédéric Fonteyne
- 2016 : Un petit boulot de Pascal Chaumeil
- 2017 : Kapitalistis (court-métrage) de Pablo Munoz Gomez
- 2018 : Black Earth Rising (série TV)
- 2019 : La Fille au bracelet de Stéphane Demoustier

### Comme scénariste
- 2012 : Tango libre de Frédéric Fonteyne
- 2020 : Filles de joie de Frédéric Fonteyne (également coréalisatrice).

## Distinctions
- 2014 : Magritte du cinéma pour Tango libre (2012)
  - Magritte du meilleur scénario original ou adaptation, partagé avec Philippe Blasband
  - Nomination au Magritte du meilleur espoir féminin
- 2014 : Trophées francophones du cinéma du meilleur scénario pour Tango libre[2]